# Cambridgea annulata
Cambridgea annulata är en spindelart som beskrevs av Raymond Comte de Dalmas 1917. Cambridgea annulata ingår i släktet Cambridgea och familjen Stiphidiidae.
Artens utbredningsområde är Chathamöarna. Inga underarter finns listade.